# Земо-Хунци
Земо-Хунци (груз. ზემო ხუნწი) — село в Грузии, на территории Мартвильского муниципалитета края (мхаре) Самегрело-Верхняя Сванетия.

## География
Село находится в западной части Грузии, на правом берегу реки Цхенисцкали, на расстоянии приблизительно 4 километров к востоку от города Мартвили, административного центра муниципалитета. Абсолютная высота — 191 метр над уровнем моря.

## Население
По результатам официальной переписи населения 2014 года в Земо-Хунци проживал 381 человек (195 мужчин и 186 женщин). В национальной структуре населения грузины составляли 99,7 %.
| Год  | Население, человек |
| ---- | ------------------ |
| 2002 | 427                |
| 2014 | ↘ 381              |